# Tim Rice
Tim Rice (ur. 10 listopada 1944) – poeta angielski, twórca tekstów piosenek i musicali, m.in. Jesus Christ Superstar, Evita, Chess, Aida. W 1993 roku zdobył Oscara w kategorii najlepsza piosenka za „A Whole New World”.
Współpracował m.in. z Andrew Lloyd Webberem, Freddiem Mercurym, Eltonem Johnem, Bennym Anderssonem oraz Björnem Ulvaeusem. Jest autorem słów piosenek do filmu Walta Disneya – Król lew.

## Musicale
- 1968: Józef i cudowny płaszcz snów w technikolorze, muzyka – Andrew Lloyd Webber
- 1970: Jesus Christ Superstar, muzyka – Andrew Lloyd Webber
- 1976: Evita, muzyka – Andrew Lloyd Webber
- 1983: Blondel, muzyka – Stephen Oliver
- 1984: Chess, muzyka – Benny Andersson i Björn Ulvaeus
- 1986: Cricket, muzyka – Andrew Lloyd Webber
- 1992: Tycoon, muzyka – Michel Berger (anglojęzyczna adaptacja francuskiego musicalu Starmania z 1979 roku; oryginalne francuskie słowa: Luc Plamondon)
- 1994: Beauty and the Beast, muzyka – Alan Menken (dla 9 nowych piosenek, do pozostałych słowa napisał Howard Ashman)
- 1996: Heathcliff, muzyka – John Farrar
- 1997: Król lew, muzyka – Elton John
- 1997: King David, muzyka – Alan Menken
- 2000: Aida, muzyka – Elton John
- 2005: The Likes of Us, muzyka – Andrew Lloyd Webber (napisany w 1965 roku, jednak po raz pierwszy wystawiony podczas Sydmonton Festival 9 lipca 2005 roku[2])
- 2011: The Wizard of Oz, muzyka – Andrew Lloyd Webber (główny tekściarz produkcji: E.Y. Harburg)
- 2013: From Here to Eternity, muzyka – Stuart Bryson (oparty na powieści Jamesa Jonesa pod tym samym tytułem)